# 飛達控股
飛達帽業控股有限公司，簡稱飛達帽業控股，飛達帽業（英語：MAINLAND HEADWEAR HOLDINGS LIMITED，港交所：1100），在1986年由顏禧強（主席）和顏寶鈴（總裁）創立，名為「飛達工藝廠」。
現時在國內和全球經營生產、設計及銷售優質休閒帽品，股份則在2000年12月13日於香港交易所主板上市。
而總部位於香港九龍九龍灣常悅道9號企業廣場2座10字樓1001-1005室。
2019年11月22日, 飛達帽業宣布，集團與美國最大體育及時裝帽品分銷商New Era Cap Co. Inc簽署為期五年的製造協議，延長雙方的策略合作夥伴關係。集團與New Era的前製造協議將於2019年12月31日前到期。於續約後，雙方的夥伴關係將延續五年，由2020年1月1日開始，直至2024年12月31日。有關協議訂明，集團向New Era提供的計劃生產總值首年不低於4700萬美元，往後數年的每年最低生產總值將逐年釐定。目前，New Era為飛達帽業的主要股東，持有7960.1萬股股份，佔集團已發行股本約19.64％。

## 連結
- Mainland.com.hk （页面存档备份，存于）